# Šantung (tkanina)

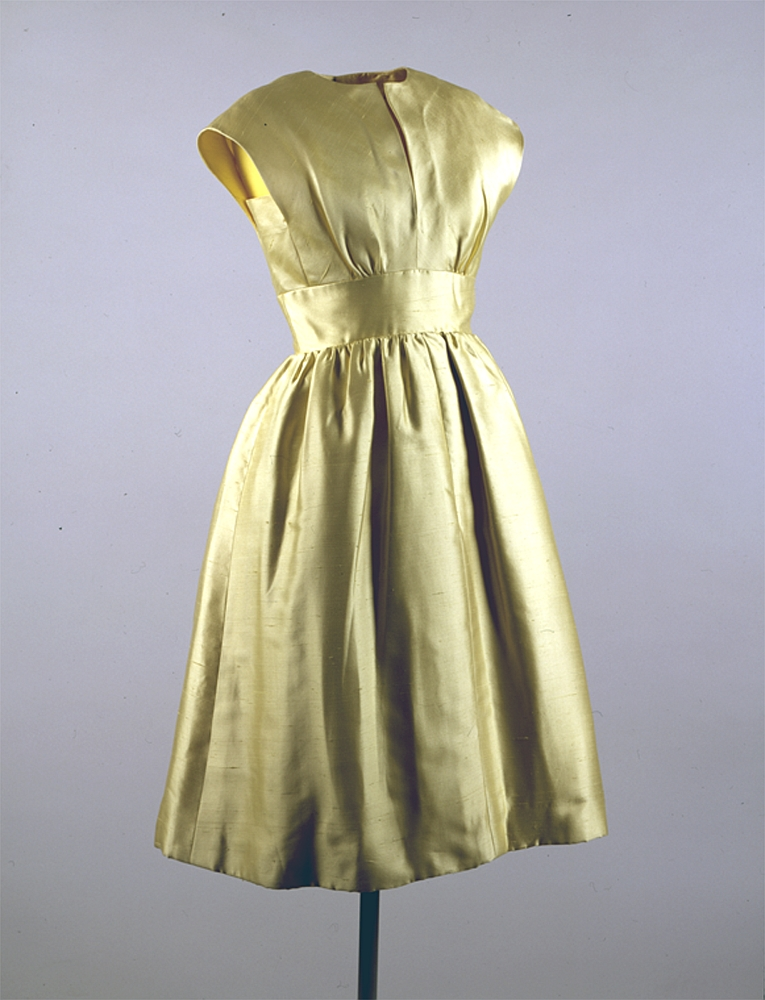
Šaty z šantungu, které nosila J. Kennedyová v roce 1962

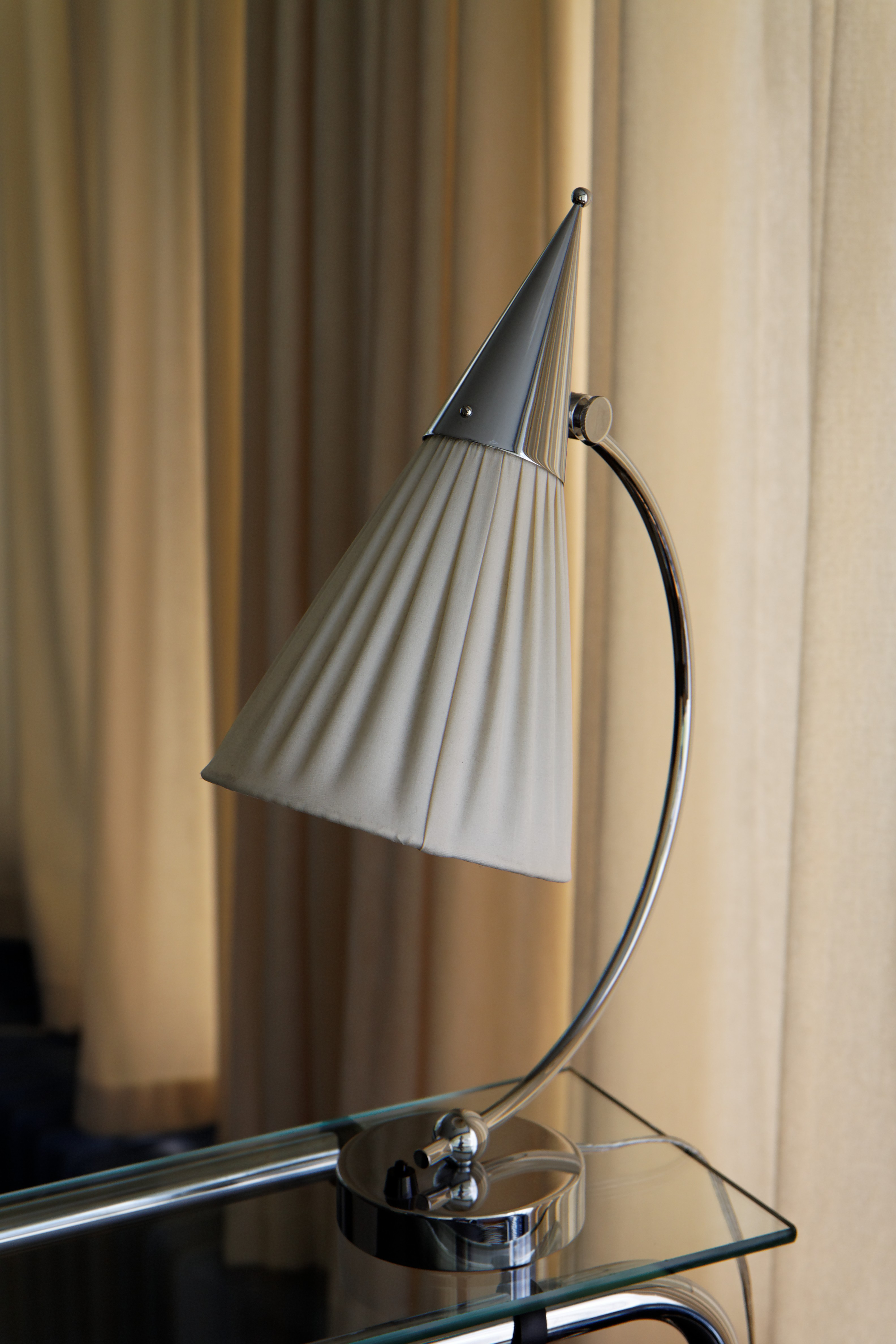
Stínítko na lampě z šantungu (20. léta 20. století)

Šantung (francouzsky doupion) je obchodní označení pro tkaniny v plátnové vazbě původně z planého hedvábí a později z vlny.
V útku a částečně také v osnově se používají příze s nepravidelně rozloženými nopky a plamenci, takže tkanina má členitý povrch. Používá se na halenky, dámské šaty a pánské letní obleky.
Název je odvozen od jména čínské provincie Šan-tung, kde se tento druh tkaniny původně vyráběl. Imitace se vyrábí také z buretových, bavlněných a umělovlákenných přízí.